# Lithocarpus rufovillosus
Lithocarpus rufovillosus är en bokväxtart som först beskrevs av Markgr., och fick sitt nu gällande namn av Alfred Rehder. Lithocarpus rufovillosus ingår i släktet Lithocarpus och familjen bokväxter. Inga underarter finns listade.